# Babice, Praha-východ
Babice là một làng thuộc huyện Praha-východ, vùng Středočeský, Cộng hòa Séc.